# ロイ・ジェレラ
ロイ・ジェレラ（Roy Gerela 1956年7月6日- ）はカナダアルバータ州出身の元アメリカンフットボール選手。NFLのピッツバーグ・スティーラーズに在籍中3回スーパーボウル優勝を経験している。

## 経歴
ハワイ州ホノルルの高校を卒業後、ニューメキシコ州立大学に進学した。大学1年次はフルバック、2年次にはラインバッカー、セイフティを経験すると共に先発のパンターを務めた。彼は大学史上初めてのサッカースタイルのキッカーであった。野球もしており4年次には捕手として.302の打率を残しアメリカンフットボールではカレッジオールスターに選出されてニューヨーク・ジェッツと対戦した。
1969年のAFLドラフトの4巡目でヒューストン・オイラーズに指名されて入団した。1年目彼はキッカー及びパンターとして起用されて86得点をあげると共に平均40.4ヤードの成績を残し2年目も77得点をあげた。
1970年のAFLとNFLが統合された翌年1971年シーズン前にピッツバーグ・スティーラーズと契約した。チーム加入後彼はすぐに人気者となりフランコ・ハリスの"Franco Army"とならぶ"Gerela's Gorillas"というファンクラブもできた。
1972年には119得点をあげてオールプロに選出、1973年にはAFCトップの123得点をあげた。1974年もAFCトップの93得点をあげて2度目のオールプロに選ばれた。プロボウルにも1973年、1975年と選出されている。
スーパーボウルでも第9回、第10回、第13回と3回優勝しチャンピオンリングを手にした。しかし1979年シーズン開幕前にチームから解雇されてマット・バーが第14回のキッカーを務めた。この年彼はサンディエゴ・チャージャーズで3試合に出場したところで負傷し、現役を引退した。
第10回スーパーボウルでは相手チームのキックオフリターンを自ら止めたがこのプレーで肋骨を痛めてしまい何度もキックを失敗した。クリフ・ハリスにヘルメットをたたかれて挑発されたがこのプレーに怒ったジャック・ランバートはハリスを引きずり倒した。後にスティーラーズの守備選手たちはこのプレーで闘志を燃やしたと語っている。
現役引退後は母校であるニューメキシコ州立大学などでアシスタントコーチを務めている。
彼がスティーラーズで残した得点はゲイリー・アンダーソン、ジェフ・リードに次いで歴代3位となっている。